# AEZ (modelo de tren)
AEZ, acrónimo de Automotor Eléctrico Salón, es un modelo de tren fabricado para la Empresa de los Ferrocarriles del Estado (EFE) de Chile. Los trenes se utilizaron para dar servicio a los tramos electrificados de la línea Longitudinal Sur entre Santiago, Valparaíso, Chillán y Concepción, así como ocasionalmente para dar servicio a Temuco y Osorno. Se construyeron seis unidades —con una composición similar a la de los trenes AEL— y fueron numeradas AEZ-41 a AEZ-46.

## Historia
La construcción de los trenes AEZ fue encargada por la Empresa de los Ferrocarriles del Estado al consorcio japonés Nissho Iwai en diciembre de 1970, siendo fabricados por las empresas Hitachi, Toshiba y Kawasaki. Las primeras tres unidades arribaron al puerto de Valparaíso a inicios de junio de 1973, mientras que las tres restantes fueron desembarcadas al mes siguiente, para posteriormente ser llevadas a la Maestranza Barón para su revisión y el ensamblaje final de los boguies para su puesta en servicio.

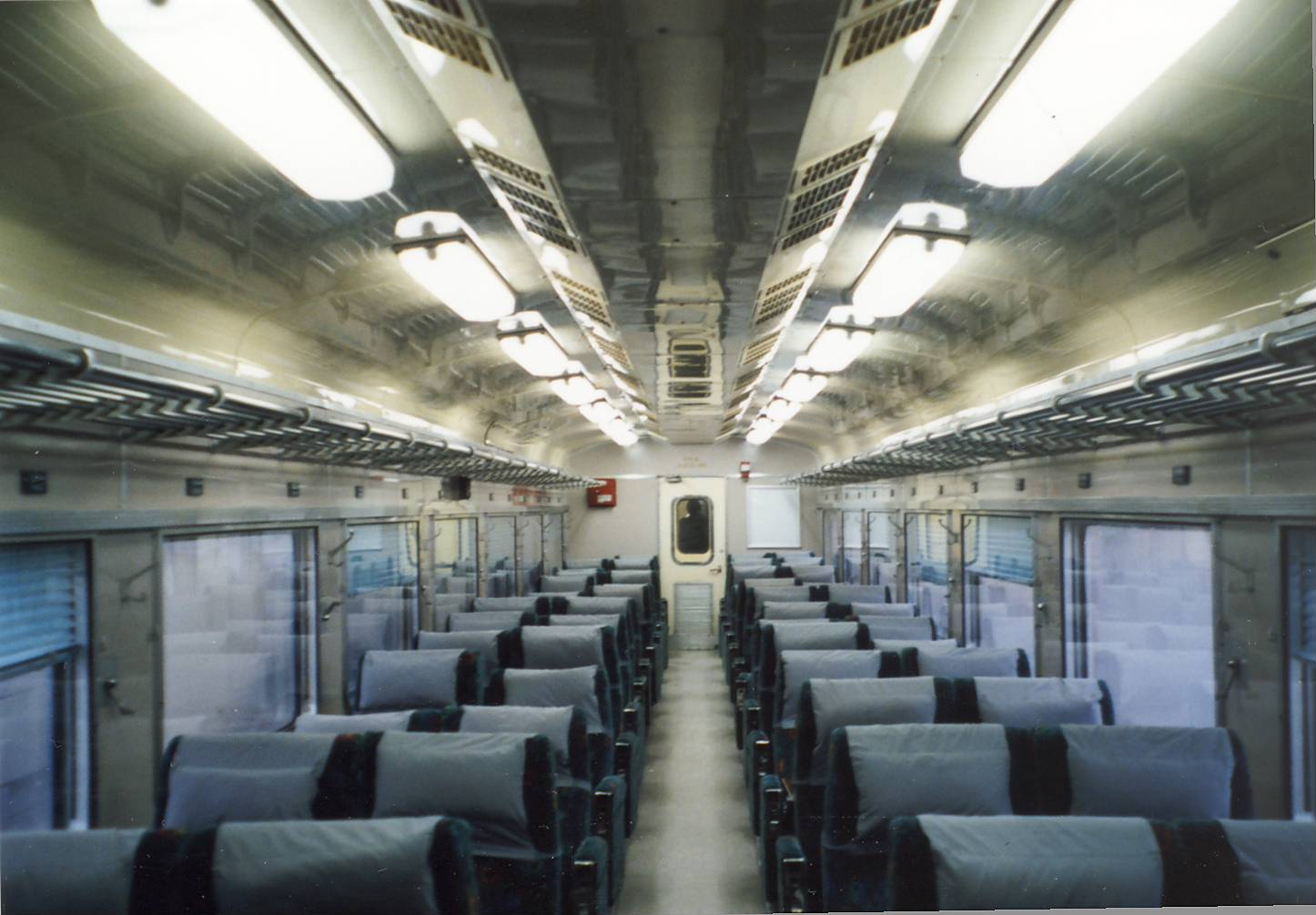
Interior de un tren AEZ

Cuando se introdujeron, la electrificación solo llegaba hasta Laja y las unidades eran arrastradas por una locomotora diésel en los tramos no electrificados, como por ejemplo hacia Temuco; se colocó un carro generador para hacer funcionar las luces interiores y el aire acondicionado. Las unidades AEZ eran populares entre los pasajeros debido a su velocidad y comodidad; debido a su origen japonés, se les conoció como «el tren japonés». En sus primeros años fueron asignados habitualmente a servicios de verano entre Viña del Mar y Santiago, como por ejemplo el «Tren Ruletero» o el «Tren del Festival de Viña del Mar».
A menudo fueron asignados al servicio diurno Santiago-Chillán (398 km), que duraba cinco horas, hasta que fueron reemplazados por las unidades eléctricas españolas UTS-444 de segunda mano en 2002. Desde 1994 hasta la suspensión de este servicio en 2007, los vagones AEZ fueron utilizados con frecuencia en el servicio Santiago-Talcahuano (Automotor a Talcahuano). Los vagones AEZ se utilizaron en la ruta Santiago-Talca y en trayectos poco frecuentes a Osorno y Temuco; hacia 1983 los AEZ fueron asignados al servicio «Automotor Salón Rápido de Los Lagos», que imitaba al recorrido del Flecha del Sur. Debido al terremoto de 2010, se interrumpió la electrificación hasta Chillán, aislando el tramo de Laja a Talcahuano. Si las unidades de AEZ requirieran circular más allá de Chillán, necesitarían una locomotora diésel una vez más. Las reparaciones de los rieles electrificados no se han completado y, debido a que hay poco uso de la línea por parte de los trenes eléctricos al sur de Laja, es probable que no se reparen en el futuro.

## Composición
Las unidades estaban compuestas por cuatro coches, siendo los de sus extremos carros motores. Las unidades tenían aire acondicionado, asientos reclinables de felpa azul —que se pueden girar según el sentido de marcha del tren—, un vagón bar con cocina incorporada y 5 baños recubiertos en acero inoxidable. Los vagones AEZ eran conocidos por su velocidad, comodidad y estilo.

## Accidentes e incidentes
- 8 de mayo de 2003: el tren AEZ-43 colisionó con un camión que transportaba una retroexcavadora en el paso a nivel de Gultro, en las cercanías de Rancagua, lo que destruyó el camión y causó graves daños al vehículo que conducía. No hubo heridos y el AEZ-43 fue reparado y devuelto al servicio.[2]

## Estado actual
Dos de las seis unidades construidas (AEZ-45 y AEZ-46) han sido desguazadas, y el coche de conducción del AEZ-43 fue desguazado debido a los daños causados por un accidente. El coche de conducción del AEZ-43 fue reemplazado más tarde por un coche de conducción del AEZ-46. Las cuatro unidades restantes fueron renovadas a principios de la década de 2000 con un nuevo interior y esquema de pintura. Ya no están en servicio regular, y las cuatro unidades restantes están almacenadas en la Maestranza San Eugenio en Santiago. Los vagones AEZ se utilizan ocasionalmente para realizar recorridos especiales para entusiastas o para cubrir trenes que están fuera de servicio.
El tren AEZ-44, que operó regularmente hasta 2009, forma parte de la colección patrimonial de material rodante perteneciente a la Empresa de los Ferrocarriles del Estado, siendo exhibido habitualmente en actividades de puesta en valor de objetos patrimoniales.